# 椅杨
椅杨（学名：Populus wilsonii）为杨柳科杨属的植物，是中国的特有植物。分布在中国大陆的四川、云南、陕西、湖北、甘肃、西藏等地，生长于海拔1,300米至3,300米的地区，见于山坡林中或近河流两旁，目前尚未由人工引种栽培。

## 异名
- Populus wilsonii Schneid. f. brevipetiolata C. Wang et S. L. Tung
- Populus wilsonii Schneid. f. pedicellata C. Wang et S. L. Tung